# Cassius (band)
Cassius was een Franse band, bestaande uit (wijlen) Philippe Cerboneschi ("Zdar") en Hubert Blanc-Francard ("Boom Bass"). Het duo startte in 1988  met het maken van housemuziek met een sterk elektronische klank. Na hun eerste successen zijn ze ook nummers van onder andere Air en Daft Punk gaan remixen. Hierna werkten zij samen met onder andere Jocelyn Brown, Steve Edwards en Ghostface Killah (Wu-Tang Clan). Een trend die duidelijk te zien is, is dat de nadruk steeds meer op zang is komen te liggen.

## La funk mob
Philippe Cerboneschi en Hubert Blanc-Francard begonnen samen te werken in de late jaren tachtig. In de eerste jaren waren ze vooral met hiphop bezig. Zo waren beide betrokken bij de vroege albums van de Franse rapper MC Solaar. In de vroege jaren waren ze actief onder de naam La funk mob. Daarmee maakten ze vooral triphop/jazzdance-achtig werk. Er verschenen in die jaren enkele singles voor het Mo Wax-label en een grote hoeveelheid remixen. In 2004 werd het vroege werk van La funk mob verzameld op The Bad Seeds 1993-1997. 

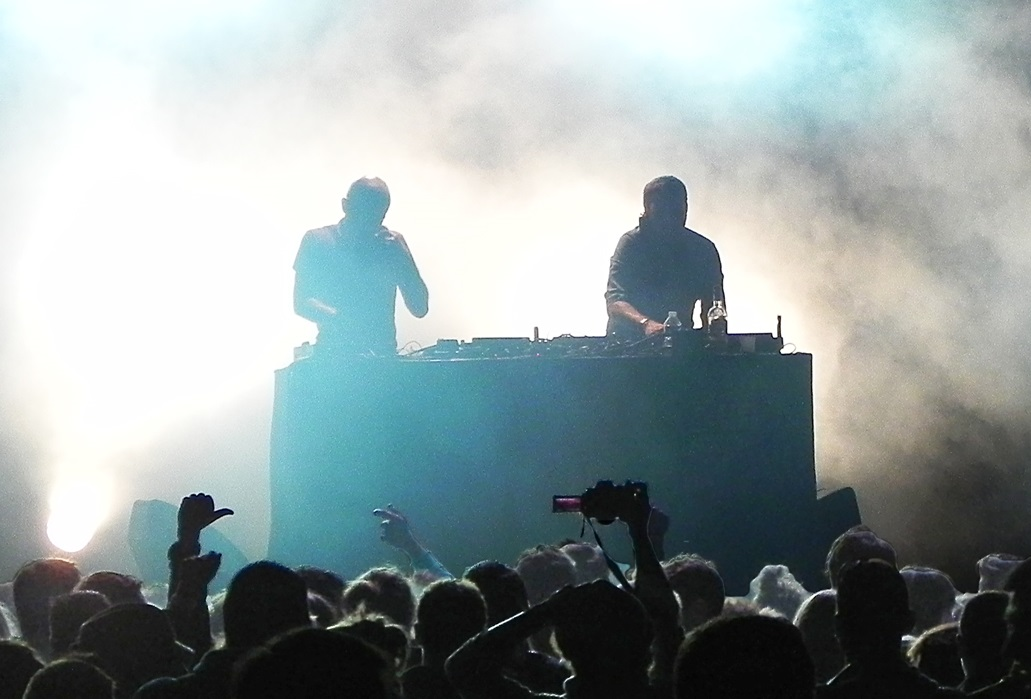
Cassius (band)

Zdar was in die tijd ook actief met Etienne de Crécy als onderdeel van Motorbass en producer van het hiphopproject Melaaz.

## Cassius
In 1996 besloten ze met iets helemaal nieuws te beginnen. Onder de naam Cassius bewogen ze zich richting de Franse housescene, die op dat moment in opkomst was. Ze brachten in 1996 de single Foxxy uit. Daarna doken ze de studio in om er begin 1999 weer uit te komen met het album 1999. Het album werd door de pers aangegrepen om nog maar eens te onderstrepen dat de Franse housescene helemaal hot was op dat moment. De singles Cassius 99 en Feeling for you weten ook het mainstream publiek te bereiken.
Na een tijdje van stilte kwam er in 2002 het album Au Rêve. Hierop werkten ze samen met zangeres Jocelyn Brown en rapper Ghostface Killah. Op het album stond opnieuw een hit. Het nummer The sound of violence trok mede vanwege de videoclip de aandacht naar zich toe. Zowel het origineel als de remix van Narcotic Thrust waren succesvol. In 2004 is Zdar betrokken bij het project Two Culture Clash. Hierop werken danceproducers als Justin Robertson, Jon Carter en Roni Size samen met reggae artiesten. Hij werkt erop samen met The Innocent Crew. In 2005 kreeg Philippe Cerboneschi een ridderorde voor de kunst.
In 2006 was er een nieuw album af. Op 15 again zijn bijdragen van Pharrell Williams, Etienne de Crécy en Daft Punk-helft Guy Manuel de Homem-Christo. Voor het nummer Toop toop gaven ze de a capella vrij met de oproep aan fans om het nummer te remixen. Naar eigen zeggen ontvingen ze meer dan 400 remixen.
Daarna ging de activiteit van Cassius naar beneden en waren de heren vooral actief als producers voor anderen. Wel werd in 2010 de Rawkers EP uitgebracht. En scoorde Cassius een hit met het nummer I <3 U So.
Op 19 juni 2019, twee dagen voor de release van Cassius ' album Dreems, stierf Philippe Zdar na een ongelukkige val uit zijn eigen appartement van de 3e verdieping. De balustrade van zijn balkon had het begeven. Hij werd 52 jaar oud.

## Bandleden
- Philippe Cerboneschi (Philippe Zdar) (1967-2019)
- Hubert Blanc-Francard (Boom Bass)

## Singles
| Jaar | Titel                 |
| ---- | --------------------- |
| 1996 | Foxxy                 |
| 1999 | Cassius 99            |
| 1999 | Feeling For You       |
| 1999 | La Mouche (The Fly)   |
| 2002 | I'm a Woman           |
| 2002 | The Sound of Violence |
| 2003 | Thrilla               |
| 2006 | Toop Toop             |
| 2010 | I <3 U So             |

### Hitlijsten
| Single met eventuele hitnotering(en) in de Nederlandse Top 40 | Datum van verschijnen | Datum van binnenkomst | Hoogste positie | Aantal weken | Opmerkingen                                 |
| ------------------------------------------------------------- | --------------------- | --------------------- | --------------- | ------------ | ------------------------------------------- |
| Cassius 99                                                    | 1999                  | 30-01-1999            | 23              | 4            |                                             |
| Feeling For You                                               | 1999                  |                       | tip5            |              |                                             |
| The Sound Of Violence (Feel Like I Wanna Be Inside Of You)    | 2002                  | 04-01-2003            | 17              |              | met Steve Edwards / Dancesmash op Radio 538 |

## Albums
| Jaar | Titel     |
| ---- | --------- |
| 1999 | 1999      |
| 2002 | Au Rêve   |
| 2006 | 15 Again  |
| 2016 | Ibifornia |
| 2019 | Dreems    |